# Гафуров, Хусниддин Эргашович
Хусниддин Эргашович Гафуров (узб. Husniddin Ergashevich G'ofurov, Xusniddin Ergash oʻgʻli Gʻafurov; род. 29 июля 1994, Фергана, Узбекистан) — узбекистанский футболист, нападающий клуба «Коканд 1912» (Коканд) и сборной Узбекистана.

## Карьера
Хусниддин Гафуров родился в Фергане и в 2012 году переехал в Ташкент. Там он начал свою профессиональную карьеру в клубе «НБУ-Азия». В составе «НБУ-Азии» в период 2012 и до середины 2013 года, Гафуров играл в двадцати матчах Первой лиги и Кубка Узбекистана и забил четырнадцать голов.
Летом 2013 года к Хусниддину Гафурову проявил интерес сербский клуб «Явор» (Иваница) и Гафуров подписал контракт с ним на три года. Уже в августе 2013 года он дебютировал в матче Сербской Суперлиги против команды «Спартак Златибор». За четыре сезона Гафуров сыграл в составе «Явора» 80 матчей в Суперлиге и Первой лиге. Серебряный призёр первой лиги Сербии 2014/15, финалист Кубка Сербии 2015/16. Осенью 2017 года играл в сербской Суперлиге за «Младост» (Лучани).
С 2018 года снова выступал на родине. Становился победителем чемпионата Узбекистана 2018 года в составе ташкентского «Локомотива» и 2019 года в составе «Пахтакора», обладателем (2019, «Пахтакор») и финалистом (2020, «АГМК») Кубка страны и обладателем Суперкубка Узбекистана (2019, «Локомотив»).

### Карьера в сборной
В мае 2013 года Хусниддин Гафуров был приглашен в юношескую сборную Узбекистана. Участник финальных турниров чемпионата Азии среди 19-летних (2 матча) и среди 23-летних (1 матч) в 2016 году.
19 мая 2014 года был приглашен уже в национальную сборную Узбекистана, которая должна была сыграть два товарищеских матча против сборной Омана. Свой дебютный матч в сборной Гафуров провёл 27 мая в стартовом составе против сборной Омана. После четырёхлетнего перерыва вызван в сборную осенью 2018 года и принял участие в 6 матчах. После нового перерыва вернулся в сборную в феврале 2021 года и забил свой первый гол в матче с Иорданией.

## Достижения
- Чемпион Узбекистана: 2018, 2019
- Обладатель Кубка Узбекистана: 2019
- Финалист Кубка Узбекистана: 2020
- Обладатель Суперкубка Узбекистана: 2019
- Финалист Кубка Сербии: 2015/16